# Resolutie 2404 Veiligheidsraad Verenigde Naties
Resolutie 2404 van de Veiligheidsraad van de Verenigde Naties werd op 28 februari 2018 aangenomen met unanimiteit van stemmen, en verlengde het VN-kantoor in Guinee-Bissau met een jaar.

## Standpunten
De vertegenwoordiger van Ivoorkust, die de tekst had voorgelegd, noemde de resolutie evenwichtig, in overeenstemming met de realiteit in Guinee-Bissau en gesteund door alle leden van de Veiligheidsraad.
De Russische vertegenwoordiger zei dat de resolutie niet inhield dat de Veiligheidsraad de sancties van ECOWAS tegen een aantal staatsactoren zomaar goedkeurde. Eenzijdige sancties opgelegd buiten de raad om zouden niets oplossen en de crisis enkel verder uit de hand doen lopen. Hij had zich ook gekant tegen pogingen om passages toe te voegen aan de resolutie die indruisten tegen het Handvest van de Verenigde Naties.

## Achtergrond
Guinee-Bissau werd in 1973 onafhankelijk van Portugal en kende in 1994 voor het eerst verkiezingen. In 1998 kwam het leger echter in opstand en werd de president afgezet, waarop de Guinee-Bissause burgeroorlog volgde. Uiteindelijk werden pas eind 1999 nieuwe presidentsverkiezingen gehouden. In datzelfde jaar werd de eerste VN-steunmissie, UNOGBIS, naar het land gestuurd, die in 2010 werd vervangen door de geïntegreerde missie UNIOGBIS. In 2003 werd Kumba Ialá na een chaotische regeerperiode door het leger afgezet. In 2004 leidde muiterij in het leger tot onrust in het land. 
Nieuwe presidentsverkiezingen in 2005 brachten de in 1998 afgezette president opnieuw aan de macht. In 2009 werd hij vermoord door soldaten waarna er wederom presidentsverkiezingen volgden. In 2010 was er onrust binnen het leger en in 2011 was er een couppoging tegen de nieuwe president. Die lag op dat moment met een slechte gezondheid in een Frans ziekenhuis en stierf daar in 2012. Er werden wederom verkiezingen uitgeschreven waarvoor vreedzaam campagne werd gevoerd. In april 2012 pleegde een deel van het leger echter een staatsgreep en werd onder meer de interim-president vastgezet. De verkiezingen werden vervolgens afgelast en er werd een militair bewind gevestigd. 
Pas in 2014 werden er opnieuw verkiezingen gehouden, waarbij José Mario Vaz tot nieuwe president werd verkozen. Het jaar daarop ontstond er opnieuw politieke onrust, toen Vaz de regering van zijn partijgenoot Domingos Simões Pereira wegstuurde.

## Inhoud
De langdurige politieke crisis in Guinee-Bissau verhinderde dat er verder werd gewerkt aan het bereiken van vrede en stabiliteit in dat land. Het was de bevolking van Guinee-Bissau die het gelag voor de politieke stilstand betaalde. Men wilde dat het land nog in 2018 parlementsverkiezingen hield, en in 2019 presidentsverkiezingen.
Het mandaat van de UNIOGBIS-vredesmissie in Guinee-Bissau werd verlengd tot 29 februari 2019. Deze missie moest onder meer helpen met het uitvoeren van het in 2016 gesloten Akkoord van Conakry en ECOWAS' stappenplan, alsook de politieke dialoog faciliteren en helpen met de organisatie van verkiezingen en het herzien van de grondwet.
Men steunde verder ECOWAS' inspanningen om de crisis op te lossen. Deze organisatie had sancties ingesteld tegen eenieder die de uitvoering van het Conakry-akkoord in de weg stond. ECOWAS had ook een vredesmacht in Guinee-Bissau, ECOMIB.
Lijst ·  2398 ·  2399 ·  2400 ·  2401 ·  2402 ·  2403 ·  2404 ·  2405 ·  2406 ·  2407 ·  2408 ·  2409 ·  2410 ·  2411 ·  2412 ·  2413 ·  2414 ·  2415 ·  2416 ·  2417 ·  2418 ·  2419 ·  2420 ·  2421 ·  2422 ·  2423 ·  2424 ·  2425 ·  2426 ·  2427 ·  2428 ·  2429 ·  2430 ·  2431 ·  2432 ·  2433 ·  2434 ·  2435 ·  2436 ·  2437 ·  2438 ·  2439 ·  2440 ·  2441 ·  2442 ·  2443 ·  2444 ·  2445 ·  2446 ·  2447 ·  2448 ·  2449 ·  2450 ·  2451